# Sono solo canzonette/L'isola che non c'è
Sono solo canzonette/L'isola che non c'è è un singolo di Edoardo Bennato, pubblicato solo in Germania. Entrambi i brani sono presenti nell'album Sono solo canzonette (1980) e sono tra i più famosi del cantautore.

## Cover

### L'isola che non c'è
Alex Britti nel 2008 insieme allo stesso Bennato.
Gianni Morandi nel 2009 nel suo album di cover Canzoni da non perdere.
I Nomadi nel 2010 nel loro primo album di cover Raccontiraccolti.
Il brano viene spesso cantato da Luca Barbarossa durante il suo programma Radio 2 Social Club. Per quest'ultimo programma Bennato ne ha riscritto e ricantato appositamente il testo dei primi versi per utilizzarlo come jingle.
Nel 2020 Bennato ne pubblica una nuova versione nel suo nuovo album Non c'è.
Nel 2023 è stata interpretata da Leo Gassman al Festival di Sanremo 2023 durante la quarta serata dedicata alle cover all’interno di un medley insieme allo stesso Bennato e il Quartetto Flegreo.